# Головні Ляди
Головні Ляди (біл. вёска Галаўныя Ляды) — село в складі Березинського району Мінської області, Білорусь. Село підпорядковане Богушевицькій сільській раді, розташоване в східній частині області.